# Progressione del record mondiale del lancio del martello femminile

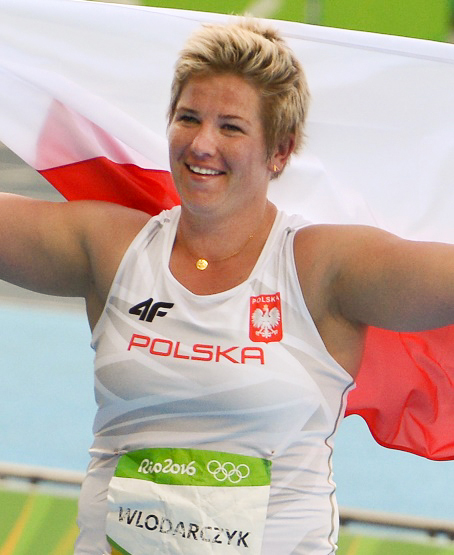
Anita Włodarczyk, detentrice del record mondiale della specialità

La voce seguente illustra la progressione del record mondiale del lancio del martello femminile di atletica leggera.
Il primo record mondiale femminile venne riconosciuto dalla federazione internazionale di atletica leggera nel 1994. Ad oggi, la World Athletics ha ratificato ufficialmente 25 record mondiali di specialità.

## Progressione
| Misura  | Atleta              | Nazione  | Luogo                     | Data             | Note  |
| ------- | ------------------- | -------- | ------------------------- | ---------------- | ----- |
| 66,84 m | Ol'ga Kuzenkova     | Russia   | Adler, Russia             | 23 febbraio 1994 |       |
| 66,86 m | Mihaela Melinte     | Romania  | Bucarest, Romania         | 4 marzo 1995     |       |
| 67,08 m | Ol'ga Kuzenkova     | Russia   | Mosca, Russia             | 24 maggio 1995   |       |
| 68,14 m | Ol'ga Kuzenkova     | Russia   | Mosca, Russia             | 5 giugno 1995    |       |
| 68,16 m | Ol'ga Kuzenkova     | Russia   | Mosca, Russia             | 18 giugno 1995   |       |
| 69,42 m | Mihaela Melinte     | Romania  | Cluj-Napoca, Romania      | 12 maggio 1996   |       |
| 69,58 m | Mihaela Melinte     | Romania  | Bucarest, Romania         | 8 marzo 1997     |       |
| 71,22 m | Ol'ga Kuzenkova     | Russia   | Monaco, Germania          | 22 giugno 1997   |       |
| 73,10 m | Ol'ga Kuzenkova     | Russia   | Monaco, Germania          | 22 giugno 1997   |       |
| 73,14 m | Mihaela Melinte     | Romania  | Poiana Brașov, Romania    | 16 luglio 1998   |       |
| 75,29 m | Mihaela Melinte     | Romania  | Clermont-Ferrand, Francia | 13 maggio 1999   |       |
| 75,97 m | Mihaela Melinte     | Romania  | Clermont-Ferrand, Francia | 13 maggio 1999   |       |
| 76,05 m | Mihaela Melinte     | Romania  | Rüdlingen, Svizzera       | 29 agosto 1999   |       |
| 76,07 m | Mihaela Melinte     | Romania  | Rüdlingen, Svizzera       | 29 agosto 1999   |       |
| 77,06 m | Tat'jana Lysenko    | Russia   | Mosca, Russia             | 15 luglio 2005   |       |
| 77,26 m | Gul'fija Chanafeeva | Russia   | Tula, Russia              | 12 giugno 2006   |       |
| 77,41 m | Tat'jana Lysenko    | Russia   | Žukovskij, Russia         | 24 giugno 2006   |       |
| 77,80 m | Tat'jana Lysenko    | Russia   | Tallinn, Estonia          | 15 agosto 2006   |       |
| 77,96 m | Anita Włodarczyk    | Polonia  | Berlino, Germania         | 22 agosto 2009   |       |
| 78,30 m | Anita Włodarczyk    | Polonia  | Bydgoszcz, Polonia        | 6 giugno 2010    | [ 2 ] |
| 79,42 m | Betty Heidler       | Germania | Halle, Germania           | 21 maggio 2011   | [ 3 ] |
| 79,58 m | Anita Włodarczyk    | Polonia  | Berlino, Germania         | 31 agosto 2014   |       |
| 81,08 m | Anita Włodarczyk    | Polonia  | Cetniewo, Polonia         | 1º agosto 2015   |       |
| 82,29 m | Anita Włodarczyk    | Polonia  | Rio de Janeiro, Brasile   | 15 agosto 2016   |       |
| 82,98 m | Anita Włodarczyk    | Polonia  | Varsavia, Polonia         | 28 agosto 2016   |       |